# Ling (språk)
Ling är ett artificiellt språk skapat av Anders Olson (1901–2004) som var lärare i ämnena engelska och franska i Stockholm. Det finns två versioner av språket, den första versionen "Old Ling" från 1948 och "Nov Ling" från 1950. Olson fick idén till språket när han läste en bok om kinesiskan.  
Ling utmärks främst av en minimal grammatik. Språket är av isolerande typ. Dess ordförråd är i huvudsak abstraherat ur engelska och franska samt andra romanska språk. Någon böjning förekommer varken hos adjektiv eller substantiv, och numerus markeras inte heller. Artiklar saknas. Även verben har endast en form. Tempus kan i viss mån uttryckas med hjälpverb. Kontexten blir ibland avgörande för tolkningen av en text. Språkets alfabet har 20 bokstäver. Versaler används inte. Vad gäller uttalet, så är ling inte fullt så enkelt, på grund av sina stavelsefinala konsonantkluster.
Ling blev omnämnt i 1950-talets främsta svenskspråkiga encyklopedi, Svensk Uppslagsbok, och betecknat som det enklaste och lätthanterligaste av de dittills framkomna konstspråken. (Ett annat artificiellt språk med svenskt ursprung som omnämns där är mondial.) 
I en intervju under de sista åren av Olsons långa liv försäkrade han att ling för honom från början var ett rent poetiskt projekt, och att han aldrig avsåg att det skulle tjäna som internationellt språk. 

## Språkexempel från 1950

### Konversation
parl ju ling? - jes. - find ju ling difisil? - no, es facil. - porke? - spel e pronons es simpl. alfabet av sol duti leter, e maks vord es kurt e av simpl strukt. - e gramatik? - gramatik es maks simpl de tot. si ju vol parl o skriv ling, ju pren vord de vordlibro e form fras sin ad ending.
(Talar du ling? - Ja. - Tycker du att ling är svårt? - Nej, det är lätt. - Varför? - Stavning och uttal är enkla. Alfabetet har bara tjugo bokstäver, och de flesta orden är korta och har en enkel struktur. - Och grammatiken? - Grammatiken är det enklaste av allt. Om du vill tala eller skriva ling, så tar du ord ur ordboken och bildar meningar utan att lägga till några ändelser.)

### Anekdot
nurs a lit boi: "stork av ven kon lit sist a ju. vol ju vid el?" - "no, grat. ma me vol vid stork."
(En sköterska till en liten pojke: "Storken har kommit med en liten syster till dig. Vill du se henne?" - "Nej tack; men jag vill se storken.")
mam a lit boi in sologiki jardin: "ke et ju?" - "kek ke me get de sim." 

(En mor till en liten pojke i en zoologisk trädgård: "Vad äter du?" - "En kaka som jag fått av en apa.")